# Từ trường Trái Đất

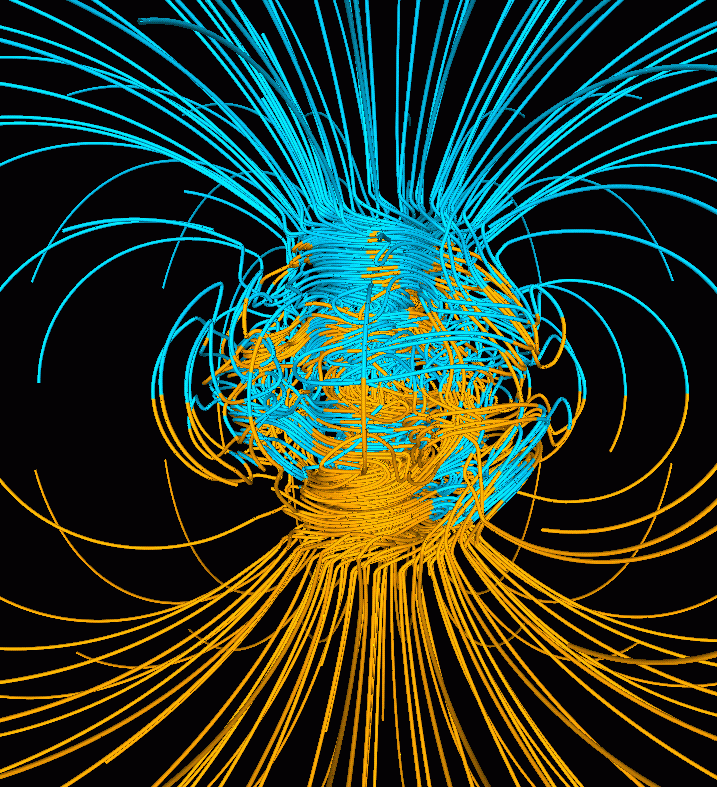
Mô phỏng máy tính của từ trường Trái Đất trong thời gian phân cực bình thường giữa các lần đảo cực địa từ. Các biểu diễn đường sức màu xanh lam ứng với trường hướng về trung tâm và màu vàng với ra xa. Trục quay của Trái Đất được căn giữa và thẳng đứng. Các cụm dày đặc đường sức nằm trong lõi của Trái Đất

Trường từ của Trái Đất, đường thẳng nối hai cực từ tạo thành một góc 11,3° so với trục quay của Trái Đất.

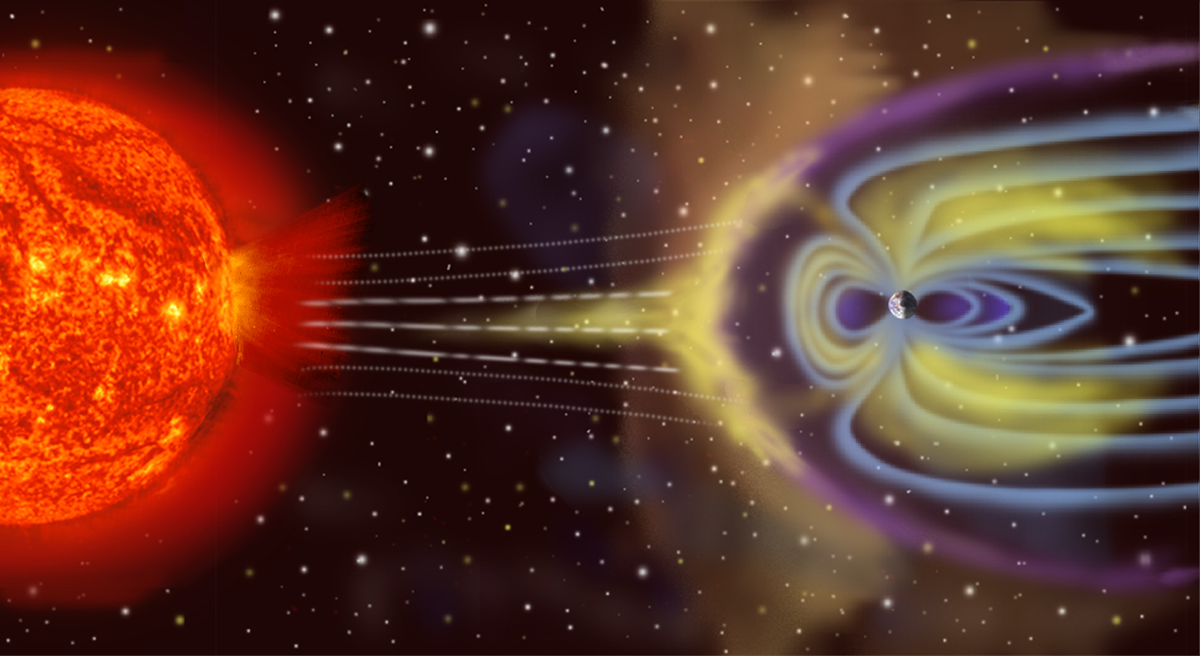
Từ quyển dạng khiên trên bề mặt của Trái Đất từ các hạt bị tích điện của gió mặt trời. Nó bị nén vào ban ngày (mặt hứng ánh sáng Mặt Trời) do lực của các hạt bay đến và giãn nở vào ban đêm. (hình không theo tỷ lệ.)

Từ trường Trái Đất là trường từ của Trái Đất, xuất hiện do tính chất từ của vật chất Trái Đất hợp thành tạo ra. Từ trường Trái Đất tồn tại từ trong lòng Trái Đất đến không gian rộng lớn bao quanh Trái Đất. Nguyên nhân gây ra từ trường có thể được giải thích theo thuyết geodynamo.
Từ trường Trái Đất được coi như một lưỡng cực từ trường, với một cực gần cực bắc địa lý và cực kia gần cực nam địa lý. Độ lớn của từ trường Trái đất tại bề mặt của nó nằm trong khoảng từ 25 đến 65 μT (0,25 đến 0,65 G). Một đường thăng tưởng tượng nối hai cực tạo thành một góc khoảng 11,3° so với trục quay của Trái Đất.
Trên mặt đất cường độ từ trường vào khoảng từ 25 đến 65 micro tesla (0,25 đến 0,65 gauss).
Các từ trường có thể mở rộng vô hạn, tuy nhiên nếu xét các điểm càng ra xa nguồn thì chúng càng yếu dần. Từ trường Trái Đất có tác dụng đến hàng chục ngàn km trong vũ trụ và được gọi là Từ quyển. Từ quyển của Trái Đất cùng với khí quyển chặn các dòng hạt tích điện, bảo vệ sự sống trên Trái Đất.Tính đến năm 2015, cực địa từ Bắc nằm trên đảo Ellesmere , Nunavut , Canada.
Nghiên cứu từ trường Trái Đất là một lĩnh vực của địa vật lý. Kết quả của nghiên cứu cũng áp dụng để miêu tả từ trường tại các hành tinh, các thiên thể khác.
Từ quyển là khu vực phía trên tầng điện ly được xác định bởi phạm vi từ trường của Trái đất trong không gian. Nó kéo dài vài chục nghìn km vào không gian , bảo vệ Trái đất khỏi các hạt tích điện của gió mặt trời và các tia vũ trụ nếu không sẽ tước đi tầng khí quyển phía trên, bao gồm cả tầng ôzôn bảo vệ Trái đất khỏi bức xạ cực tím có hại .

### Lõi Trái Đất và thuyết địa động lực

Hình minh hoạt mối tương quan giữa chuyển động của chất lưu dẫn điện, được điều khiển bởi lực Coriolis, và từ trường do chuyển động sinh ra.

### Phát hiện

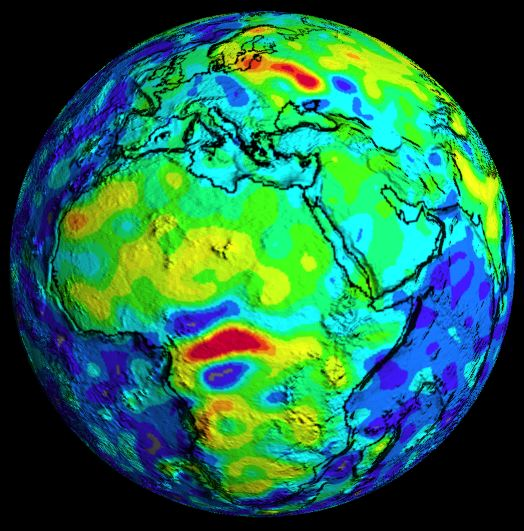
Cường độ từ tính vẽ bởi dữ liệu vệ tinh. Dị thường Kursk là vùng dị thường có cường độ cao (màu đỏ) ở phía bắc trong khi dị thường Bangui nằm ở trung tâm châu Phi.

### Dị thường từ trường ở vỏ Trái Đất

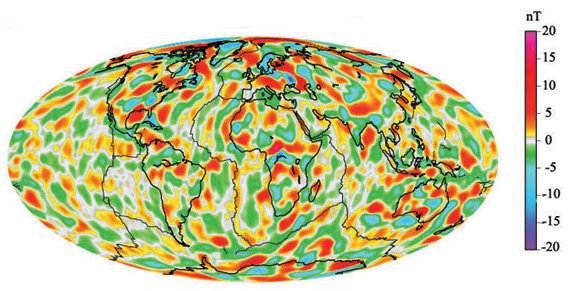
Mô hình dị thường từ trường thạch quyển Trái Đất với sự góp mặt của các đặc điểm vỏ dựa trên bước sóng ngắn.

#### Hàm điều hòa cầu

Schematic representation of spherical harmonics on a sphere and their nodal lines. Pℓ m is equal to 0 along m great circles passing through the poles, and along ℓ-m circles of equal latitude. The function changes sign each ℓtime it crosses one of these lines.

Ví dụ về trường tứ cực. Điều này cũng có thể được xây dựng bằng cách di chuyển hai lưỡng cực lại với nhau.

## Tầm quan trọng
Từ trường của Trái Đất ngăn cản hầu hết gió Mặt Trời, vì nó chứa các hạt tích điện khi thổi tầng ozone mà giúp bảo vệ Trái Đất khỏi bức xạ cực tím có hại từ Mặt Trời. Một cơ chế tước là không khí bị bẫy trong các bong bóng từ, và bị thổi tách ra bởi gió Mặt Trời. Các tính toán về sự mất mát của cacbon dioxide từ bầu khí quyển của sao Hỏa, kết quả từ tác động va chạm với các ion trong gió Mặt Trời, chỉ ra rằng sự tiêu tán của từ trường sao Hỏa đã làm mất gần hết bầu khí quyển của hành tinh này.
Lĩnh vực nghiên cứu quá khứ của từ trường Trái Đất được biết đến là cổ địa từ. Lịch sử phân cực của từ trường Trái Đất được ghi lại trong đá mácma núi lửa, và sự đảo ngược cực từ do đó có thể phát hiện được dựa trên các "vằn từ" tập trung vào các sống núi giữa đại dương nơi mà quá trình tách giãn đáy đại dương đang lan rộng, trong khi sự ổn định của cực địa từ giữa các lần đảo ngược cho phép các nhà phân tích cổ địa từ có thể biết được chuyển động của các lục địa trong quá khứ. Sự đảo ngược cũng là cơ sở cho nghiên cứu từ địa tầng (magnetostratigraphy), một cách để xác định tuổi của đá và trầm tích. Trường từ cũng làm từ hóa lớp vỏ Trái Đất, và những dị thường từ có ứng dụng để tìm kiếm các quặng kim loại.
Con người đã sử dụng la bàn để xác định phương hướng từ thế kỷ XI TCN và cho mục đích di chuyển từ thế kỷ XII. Mặc dù độ từ thiên thay đổi theo thời gian, nhưng sự di chuyển này rất chậm chạp làm cho một la bàn đơn giản vẫn hữu ích trong việc điều hướng. Khả năng cảm nhận từ (magnetoreception) ở các sinh vật khác nhau, từ một số loại vi khuẩn đến chim bồ câu, giúp chúng sử dụng từ trường của Trái Đất để định hướng và điều hướng.

## Phát hiện từ trường
Từ thượng cổ, con người đã biết đến từ trường Trái Đất và phát minh ra la bàn để định phương hướng.
Vào năm 1600, nhà vật lý người Anh William Gilbert đã đưa ra giả thuyết Trái Đất là một nam châm khổng lồ. Ông đã làm một quả cầu lớn bằng sắt nhiễm từ, gọi nó là "Trái Đất tí hon" và đặt các từ cực của nó ở các địa cực. Đưa nam châm lại gần Trái Đất tí hon ông thấy ngoài hai cực, còn ở mọi điểm trên quả cầu, kim la bàn đều chỉ hướng Nam Bắc. Hiện nay vẫn chưa có sự giải thích chi tiết và thỏa đáng về nguồn gốc từ tính của Trái Đất.
Năm 1940, một số nhà vật lý đã đưa ra thuyết geodynamo để giải thích nguồn gốc từ trường Trái Đất. Theo thuyết này thì từ trường Trái Đất chủ yếu được hình thành từ các dòng đối lưu trong chất lỏng của Trái Đất ở độ sâu trên 3000 km. Sự khác biệt về nhiệt độ trong chất lỏng của Trái Đất đã làm xuất hiện các dòng đối lưu. Nếu trong nhân của Trái Đất có một "từ trường nguyên thủy" thì các dòng đối lưu trên sẽ có vai trò như một cuộn dây trong máy phát điện. Dòng điện nhờ đó được hình thành và chính nó đã tạo ra từ trường cho Trái Đất. Tuy nhiên, thuyết vẫn còn một số điểm chưa rõ ràng. Trong quá trình hình thành từ trường Trái Đất, cần có "từ trường nguyên thủy", nhưng từ trường này được hình thành từ bao giờ và bằng cách nào? Đây là một trong những tồn tại chưa giải quyết được của các ngành khoa học về Trái Đất.
Gần đây, các nhà khoa học cho rằng ngoài từ trường chính của Trái Đất hình thành từ lõi ngoài chiếm 98%, còn có phần từ trường với nguồn gốc bên ngoài Trái Đất chiếm 2%, phần từ trường này lại hay biến đổi, là phần quan trọng gây ra những tác động đối với cơ thể sống.

## Đặc điểm
Cũng như nam châm, Trái Đất có 2 cực địa từ, không trùng với 2 cực địa lý. Cực Bắc từ có toạ độ 70° Vĩ Bắc Và 96° Kinh Tây, trên lãnh thổ Canada, cách cực Bắc địa lý 800 km. Cực Nam từ có toạ độ 73° Vĩ Nam và 156° Kinh Đông ở vùng Nam cực, cách cực Nam địa lý 1000 km. Trục từ trường tạo với trục Trái Đất một góc 11°. Các từ cực thường có vị trí không ổn định và có thể đảo ngược theo chu kỳ. Do đó bản đồ địa từ cũng phải thường xuyên điều chỉnh (5 năm một lần). Việc thu nhập các thông tin từ vệ tinh đã phát hiện các vành đai bức xạ bao quanh Trái Đất ở môi trường khí quyển trên cao từ 500–600 km dến 60.000- 80.000 km: đó là từ quyển (tầng điện ly trở lên).

### Mô tả

Các hệ tọa độ phổ biến dùng để diễn tả Trường từ Trái Đất.

Ở bất kỳ vị trí nào, từ trường của Trái Đất có thể được đại diện bởi một vector ba chiều. Một phuơng pháp điển hình để đo hướng của nó là sử dụng la bàn để xác định hướng Bắc từ. Góc của nó liên quan đến Bắc thật là độ lệch (D) hoặc biến thể. Đối diện Bắc từ trường, góc trường tạo ra theo chiều ngang là độ từ khuynh (I) hoặc từ nhúng. Cường độ (F) của trường tương ứng với lực tác động lên nam châm. Một cách biểu diễn thường thấy là tọa độ X (Bắc), Y (Đông) và Z (Xuống).

#### Cường độ
Cường độ của từ trường thường được đo bằng gauss (G), nhưng thông thường được báo cáo bằng nanotesla (nT), với 1 G = 100.000 nT. Một nanotesla còn được gọi là gamma (γ). Tesla là đơn vị SI của trường từ B. Từ trường Trái Đất nằm trong phạm vi từ 25.000 đến 65.000 nT (0,25-0,65 G). Để so sánh, một nam châm tủ lạnh mạnh có cường độ từ khoảng 10.000.000 nanotesla (100 G).
Bản đồ các đường đồng mức cường độ được gọi là "biểu đồ đẳng động lực học". Như Mô hình Từ trường Thế giới cho thấy, cường độ có xu hướng giảm từ cực đến xích đạo. Một cường độ tối thiểu xảy ra ở Dị thường Nam Đại Tây Dương phía trên Nam Mỹ trong khi có cực đại ở miền bắc Canada, Siberia và bờ biển Nam Cực phía nam Úc.

#### Độ từ khuynh
Độ từ khuynh được cho bởi một góc có thể giả định các giá trị từ -90° (lên) đến 90° (xuống). Ở bán cầu bắc, trường trỏ xuống. Nó trỏ thẳng xuống tại cực Bắc từ và quay ngược trở lên khi vĩ độ giảm cho đến khi nó nằm ngang (0°) tại xích đạo từ. Nó tiếp tục quay lên cho đến khi nó trỏ thẳng lên ở cực Nam từ. Độ từ khuynh có thể được đo bằng cái vòng tròn đo góc từ khuynh.
Một biểu đồ đẳng khuynh (bản đồ các đường đồng mức từ khuynh) cho từ trường của Trái Đất được hiển thị bên dưới.

#### Độ từ thiên
Độ từ thiên là dương đối với độ lệch về phía đông của trường so với hướng Bắc thật. Nó có thể được ước tính bằng cách so sánh hướng bắc từ / nam từ của la bàn với hướng của thiên cực. Bản đồ thường bao gồm thông tin về độ từ thiên dưới dạng một góc hoặc một sơ đồ nhỏ cho thấy mối quan hệ giữa hướng bắc từ và hướng bắc thật. Thông tin về độ từ thiên cho một vùng có thể được biểu diễn bằng biểu đồ có các đường đẳng từ thiên (các đường đồng mức với mỗi đường biểu diễn một độ từ thiên cố định).

### Biến động theo địa lý
Thành phần của từ trường Trái Đất tại bề mặt được mô tả từ Mô hình Từ trường Thế giới năm 2015.
- Cường độ
- Độ từ khuynh
- Độ từ thiên

### Sự gần đúng lưỡng cực

Sự khác nhau giữa hướng bắc từ (N_{m}) và hướng bắc "thật sự" (N_{g})

Gần bề mặt Trái Đất, từ trường của nó có thể được xấp xỉ gần đúng bằng trường của một lưỡng cực từ đặt ở trung tâm Trái Đất và nghiêng một góc khoảng 11° so với trục tự quay của Trái Đất. Tương đương với thanh nam châm mạnh, với cực nam hướng về cực Bắc Địa từ. Điều này có vẻ đáng ngạc nhiên, nhưng cực bắc của nam châm được định nghĩa như vậy vì, nếu được phép quay tự do, nó trỏ gần đúng về phía bắc (theo ý nghĩa địa lý).. Vì cực bắc của nam châm hút các cực nam của các nam châm khác và đẩy các cực bắc, nên nó phải bị hút về cực nam của nam châm của Trái Đất. Trường lưỡng cực chiếm 80-90% từ trường ở hầu hết các địa điểm.

### Cực từ trường

Sự chuyển động của cực Bắc từ xuyên qua vùng Bắc cực thuộc Canada.

Các vị trí của cực từ có thể được định nghĩa theo ít nhất là hai cách: cục bộ hoặc toàn cầu.
Một cách để xác định một cực là như là một điểm mà từ trường là thẳng đứng. Điều này có thể được xác định bằng cách đo độ từ khuynh, như mô tả ở trên. Độ từ khuynh của trường Trái Đất là 90° (trỏ thẳng xuống) tại cực Bắc và -90° (trỏ thẳng lên) ở cực Nam. Hai cực di chuyển độc lập và không đối trực tiếp với nhau trên địa cầu. Chúng có thể di chuyển nhanh: các chuyển động lên đến 40 km (25 dặm) mỗi năm đã được quan sát thấy cho Cực Bắc từ. Trong 180 năm qua, cực Bắc từ đã di chuyển về phía tây bắc, từ mũi Adelaide ở bán đảo Boothia trong năm 1831 đến 600 km (370 dặm) từ vịnh Resolute năm 2001. Đường xích đạo từ là đường mà độ từ khuynh bằng 0, từ trường nằm ngang).
Định nghĩa toàn cầu về từ trường Trái Đất dựa trên mô hình toán học. Nếu một đường thẳng được vẽ qua tâm Trái Đất, song song với mô men của lưỡng cực từ phù hợp nhất, hai vị trí mà nó giao cắt với bề mặt Trái Đất được gọi là cực địa từ Bắc và cực địa từ Nam. Nếu từ trường Trái Đất là lưỡng cực hoàn ảo, các cực địa từ và các cực từ sẽ trùng với nhau và la bàn sẽ hướng về phía chúng. Tuy nhiên, từ trường Trái Đất có một phần đóng góp không-lưỡng cực đáng kể, vì vậy các cực không trùng khớp và la bàn thường không chỉ vào một trong hai.

## Từ quyển

Bản vẽ của một nghệ sĩ về cấu trúc của từ quyển. 1) Sốc cung. 2) Đường dẫn từ tính. 3) Từ tính. 4) Từ quyển. 5) Thùy đuôi phương Bắc. 6) Thùy đuôi phương Nam. 7) Plasmasphere.

Từ trường của Trái Đất, chủ yếu là lưỡng cực ở bề mặt của nó, bị gió mặt trời bóp méo thêm nữa ở phía ngoài. Đây là một dòng các hạt tích điện tích rời khỏi vành nhật hoa của Mặt trời và tăng tốc từ 200 đến 1.000 km/s. Chúng mang theo một từ trường, từ trường liên hành tinh (IMF).
Gió mặt trời gây ra một áp suất, và nếu nó có thể chạm tới bầu khí quyển của Trái Đất, nó sẽ làm cho bầu khí quyển bị xói mòn. Tuy nhiên, nó bị đẩy ra xa bởi áp suất từ trường Trái Đất. Từ đính (đỉnh từ), nơi mà các áp suất cân bằng, là ranh giới của từ quyển. Mặc cho tên gọi của nó, từ quyển là không đối xứng, với phía về hướng mặt trời là khoảng 10 lần bán kính Trái Đất nhưng phía kia trải dài ra thành một từ vĩ (đuôi từ) tới hơn 200 lần bán kính Trái Đất. Hướng về phía Mặt trời của từ đính là sóng xung kích hình cung (sóng xung kích phía trước), khu vực mà gió mặt trời chậm lại đột ngột.
Bên trong từ quyển là plasma quyển (quyển plasma), một vùng hình bánh rán có chứa các hạt tích điện năng lượng thấp hoặc plasma. Vùng này bắt đầu ở độ cao 60 km, mở rộng lên đến 3 hoặc 4 bán kính Trái Đất, và bao gồm cả tầng điện ly. Vùng này xoay cùng Trái Đất. Ngoài ra còn có hai vùng hình lốp đồng tâm, được gọi là vành đai bức xạ Van Allen, với các ion năng lượng cao (năng lượng từ 0,1 đến 10 triệu electron volt (MeV)). Vành đai bên trong là 1-2 bán kính Trái Đất tính ra phía ngoài trong khi vành đai ngoài là 4-7 bán kính Trái Đất. Quyển plasma và vành đai bức xạ Van Allen chồng lấn lên nhau một phần, với mức độ chồng lấn dao động nhiều theo mức độ hoạt động của Mặt Trời.
Cũng như làm lệch gió Mặt Trời, từ trường Trái Đất làm lệch các tia vũ trụ, là các hạt tích điện năng lượng cao chủ yếu đến từ bên ngoài hệ Mặt Trời. (Nhiều tia vũ trụ bị đẩy ra khỏi hệ Mặt Trời bởi từ quyển của Mặt Trời, hoặc nhật quyển). Ngược lại, các phi hành gia trên Mặt Trăng có nguy cơ phơi nhiễm bức xạ. Bất cứ ai trên bề mặt Mặt Trăng trong vụ phun trào năng lượng mặt trời đặc biệt mãnh liệt năm 2005 sẽ nhận được một liều gây chết người.
Một số hạt mang điện tích đi vào từ quyển. Chúng chuyển động xoắn ốc xung quanh các đường từ, nảy tới lui giữa các cực vài lần mỗi giây. Ngoài ra, các ion dương trôi dạt chậm về phía tây và các ion âm trôi dạt về phía đông, làm tăng dòng điện tròn. Dòng điện này làm giảm từ trường tại bề mặt Trái Đất. Các hạt xâm nhập vào tầng điện ly và va chạm với các nguyên tử ở đó làm phát ra ánh sáng của cực quang và tia X.
Các điều kiện biến đổi trong từ quyển, được gọi là thời tiết không gian, chủ yếu là do hoạt động của Mặt Trời. Nếu gió mặt trời yếu, từ quyển sẽ mở rộng; trong khi nếu nó mạnh, nó nén từ quyển lại và nhiều gió mặt trời hơn nữa được thâm nhập vào. Các giai đoạn của hoạt động mạnh đặc biệt, được gọi là bão địa từ, có thể xảy ra khi phun trào vật chất nhật hoa nổ ra trên mặt trời và truyền sóng xung kích xuyên qua hệ Mặt Trời. Một sóng như vậy có thể chỉ mất hai ngày để đến Trái Đất. Bão địa từ có thể gây ra nhiều sự gián đoạn; cơn bão "Halloween" năm 2003 đã làm hỏng hơn 1/3 vệ tinh của NASA. Cơn bão lớn nhất đã ghi nhận được xảy ra năm 1859. Nó gây ra các dòng điện đủ mạnh để làm đoản mạch các đường dây điện tín, và các cực quang được thông báo là xa về phía nam tới Hawaii .

## Các biến thiên và nhiễu của từ trường Trái Đất
Do tác động của nhiều hiện tượng trong lòng Trái Đất và trong vũ trụ mà từ trường Trái Đất luôn luôn biến đổi. Ngày nay đã xác định các biến đổi này gồm có:
1. Biến thiên thế kỷ, là sự thay đổi cực chậm do thay đổi ở lõi ngoài Trái Đất gây ra. Biến đổi tuy chậm nhưng sau hàng chục ngàn năm thường dẫn đến đảo cực địa từ.
2. Biến thiên ngắn hạn, còn gọi là biến đổi trong ngày, có dạng gần tuần hoàn theo giờ, và độ lớn có thể đến 30 nT, do tác động của mặt trời lên tầng điện ly gây ra.
3. Nhiễu ngẫu nhiên, đặc biệt là khi có Bão từ, độ lớn từ chục nT đến 1000 nT.

Quan trắc biến thiên là chủ đề của các đài Quan trắc từ trường Trái Đất thuộc các viện Vật lý Địa cầu của các nước trên thế giới, phục vụ nghiên cứu các biến động trong lòng hay xung quanh Trái Đất.
Tác động của hiện tượng biến thiên dẫn đến việc lập "bản đồ từ trường Trái Đất" được chia thành hai nhánh:
- Bản đồ từ trường khái quát cho Trái Đất, là đối tượng của nghiên cứu vật lý Địa cầu, lược đi những dị thường từ do các đối tượng đất đá ở phần vỏ, khử tất cả các biến thiên ngắn hạn và ngẫu nhiên, được gọi là "Bản đồ từ trường bình thường". Nó còn chứa biến thiên thế kỷ, nên được lập cho một năm xác định nào đó, và phải được chỉnh sửa sau một thời gian nhất định.
- Bản đồ dị thường từ, loại bỏ trường bình thường và các biến thiên ngắn hạn, các nhiễu ra khỏi giá trị quan sát được. Nó là tổng hợp từ trường của các vật thể từ nông đến sâu ở vỏ Trái Đất gây ra. Bản đồ phục vụ các nghiên cứu vật lý Địa cầu cho phần vỏ Trái Đất (Crust), và trong địa vật lý thăm dò phục vụ điều tra địa chất khoáng sản ở ngoài cùng vỏ Trái Đất.

### Các biến thiên ngắn

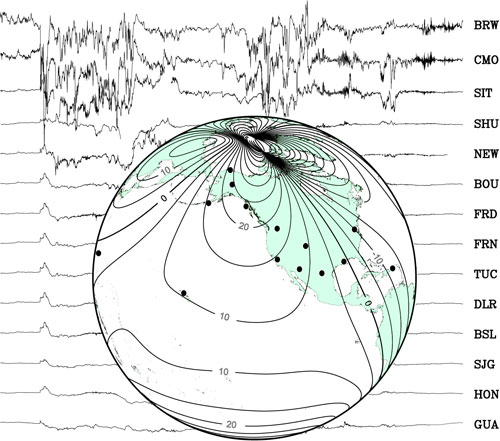
Nền: một tập hợp các dấu hiệu từ các đài quan sát từ cho thấy một cơn bão từ năm 2000. Quả cầu: bản đồ hiển thị vị trí của các đài quan sát và các đường đồng mức cường độ từ trường ngang tính bằng μT.

Trường địa từ thay đổi theo thời gian từ mili giây đến hàng triệu năm. Các thang thời gian ngắn hơn chủ yếu phát sinh từ các dòng điện trong tầng điện ly (ionospheric dynamo region) và từ quyển, và một số thay đổi có thể được truy nguyên từ các cơn bão địa từ hoặc biến động hàng ngày trong các dòng điện. Thay đổi theo thang thời gian từ một năm trở lên chủ yếu phản ánh những thay đổi bên trong Trái Đất, đặc biệt là phần giàu lõi sắt.
Thông thường, từ quyển của Trái Đất bị tác động bởi lóe mặt trời gây ra các cơn bão địa từ, gây ra hiện tượng cực quang. Sự không ổn định ngắn hạn của từ trường được đo bằng chỉ số K.
Dữ liệu từ THEMIS cho thấy từ trường, tương tác với gió mặt trời, giảm khi hướng từ tính được căn giữa Mặt trời và Trái Đất - ngược với giả thuyết trước. Trong những cơn bão mặt trời sắp tới, điều này có thể dẫn đến mất điện và gián đoạn trong vệ tinh nhân tạo.

### Biến thiên thế kỷ

Biến thiến đẳng trị độ từ thiên từ năm 1590 đến 1990

Độ mạnh của thành phần lưỡng cực trục của từ trường Trái Đất từ năm 1600 đến năm 2020.

Sự thay đổi từ trường Trái Đất trên một khoảng thời gian từ một năm trở lên được gọi là biến thiên thế kỷ. Qua hàng trăm năm, Độ từ thiên được quan sát thấy thay đổi qua hàng chục độ. Đoạn phim ở bên phải cho thấy Độ từ thiên toàn cầu đã thay đổi trong vài thế kỷ qua như thế nào.
Hướng và cường độ thay đổi lưỡng cực theo thời gian. Trong hai thế kỷ qua, cường độ lưỡng cực đã giảm với tốc độ khoảng 6,3% mỗi thế kỷ. Với tốc độ giảm này, trường này sẽ không đáng kể trong khoảng 1600 năm. Tuy nhiên, cường độ này là trung bình trong 7000 năm qua, và tỷ lệ thay đổi hiện nay không phải là bất thường.
Một điểm nổi bật trong phần không lưỡng cực của biến thiên thế kỷ là sự trôi dạt về phía tây với tốc độ khoảng 0,2 độ mỗi năm. Sự trôi dạt không giống nhau ở mọi nơi và đã thay đổi theo thời gian. Trôi dạt trung bình trên toàn cầu đã về phía tây kể từ khoảng năm 1400 Công Nguyên nhưng về phía đông giữa khoảng 1000 CN và 1400 CN.
Những thay đổi từ trường cổ xưa được ghi lại trong các khoáng vật từ tính trong các mẫu vật khảo cổ học và địa chất. Những thay đổi như vậy được gọi là biến thiên thế kỷ cổ xưa hoặc biến thiên paleo (ECV). Các hồ sơ thường bao gồm thời gian dài thay đổi nhỏ với những thay đổi lớn thường xuyên phản ánh những chuyến du ngoạn của cực địa từ và sự đảo ngược.

### Đảo cực địa từ trường

Cực địa từ trong suốt cuối Đại Tân sinh. Các vùng tối là nơi có cực từ trường giống ngày nay, trong khi các vùng sáng là cực địa từ bị đảo ngược.

Mặc dù trường của Trái Đất nói chung là lưỡng cực, với một trục gần như căng thẳng với trục tự quay, nhưng thỉnh thoảng các cực địa từ Bắc và Nam đổi chỗ. Bằng chứng cho sự đảo ngược địa từ này có thể tìm thấy trong bazan, lõi trầm tích thu được từ các tầng đại dương và các dị thường từ dưới đáy biển. Sự đảo ngược xảy ra gần như ngẫu nhiên theo thời gian, với khoảng thời gian giữa các lần đảo chiều từ dưới 0,1 triệu năm đến khoảng 50 triệu năm. Sự đảo ngược địa từ gần đây nhất, được gọi là đảo ngược Brunhes-Matuyama, xảy ra khoảng 780.000 năm trước. Một hiện tượng liên quan, một sự trệch khỏi trục địa từ, là một sự đảo chiều không hoàn chỉnh, không thay đổi cực tính. Sự kiện Laschamp là một ví dụ về sự trệch khỏi trục, nó đã xảy ra trong thời kỳ băng hà cuối cùng (cách đây 41.000 năm).
Từ trường trong quá khứ được ghi lại chủ yếu bằng các khoáng vật từ tính mạnh, cụ thể là các oxit sắt như magnetit, có thể mang một mô men từ vĩnh cửu. Từ hóa dư này, hay cảm ứng từ dư, có thể thu được bằng nhiều cách. Trong các dòng dung nham, hướng của từ trường bị "đóng băng" trong các khoáng vật nhỏ khi chúng nguội đi, dẫn đến nhiệt từ hóa dư. Trong các trầm tích, sự định hướng của các hạt từ tính thu được sự lệch nhẹ về phía từ trường khi chúng lắng đọng trên đáy đại dương hoặc đáy của hồ. Đây được gọi là sự từ hóa dư mảnh vụn.
Từ hoá dư nhiệt là nguồn chính của các dị thường từ xung quanh các sống núi giữa đại dương. Khi đáy biển lan ra, magma trào ra từ lớp phủ, nguội đi để tạo ra lớp vỏ bazan mới ở cả hai bên sống núi, và bị đẩy ra khỏi nó bằng sự tách giãn đáy biển. Khi nó nguội, nó ghi lại hướng của từ trường Trái Đất. Khi từ trường Trái Đất đảo chiều, đá bazan mới ghi lại hướng đảo ngược. Kết quả là một loạt các dải đối xứng xung quanh sống núi. Một chiếc tàu kéo một từ kế trên bề mặt đại dương có thể phát hiện ra các dải này và suy ra độ tuổi của đáy biển phía dưới. Điều này cung cấp thông tin về tốc độ mà đáy biển đã tách giãn trong quá khứ.
Nguyên nhân khiến từ trường Trái Đất đảo cực là nằm ở trong nhân Trái Đất. Ở đó có dòng kim loại nóng chảy chảy xoay vòng quanh nhân. Bằng chuyển động cắt ngang từ trường, nó tạo ra dòng điện và dòng điện này tạo ra từ trường. Gia sử hướng chuyển động này giữ nguyên thì sẽ không có gì xảy ra cả nhưng do dòng kim loại nóng chảy liên tục thay đổi nên từ trường tạo ra cũng liên tục thay đổi và làm giảm từ trường hiện tại của Trái Đất
Định tuổi phóng xạ của dòng dung nham đã được sử dụng để thiết lập thang thời gian phân cực địa từ, một phần trong đó được hiển thị trong hình ảnh. Điều này tạo thành nền tảng của từ địa tầng, một kỹ thuật tương quan địa vật lý có thể được sử dụng cho đến nay cho cả các chuỗi trầm tích lẫn núi lửa cũng như dị thường từ dưới đáy biển.
Các nghiên cứu về dòng dung nham trên núi Steens, Oregon, chỉ ra rằng từ trường có thể đã dịch chuyển ở tốc độ lên đến 6 độ mỗi ngày vào thời điểm nào đó trong lịch sử Trái Đất, điều này thách thức đáng kể sự hiểu biết phổ cập về việc từ trường Trái Đất hoạt động như thế nào. Phát hiện này sau đó được cho là do tính chất từ đá bất thường của dòng dung nham được nghiên cứu, chứ không phải sự thay đổi trường nhanh, bởi một trong những nhà khoa học ban đầu của nghiên cứu năm 1995.
Các thay đổi độ nghiêng lưỡng cực tạm thời lấy trục lưỡng cực qua đường xích đạo và sau đó trở lại cực tính gốc được gọi là các trệch khỏi trục.

### Xuất hiện sớm nhất
Các nghiên cứu cổ từ của dung nham Cổ Thái Cổ (Paleoarchea) ở Úc và cuội kết ở Nam Phi đã kết luận rằng từ trường đã có mặt từ ít nhất khoảng 3.450 triệu năm trước.

### Tương lai

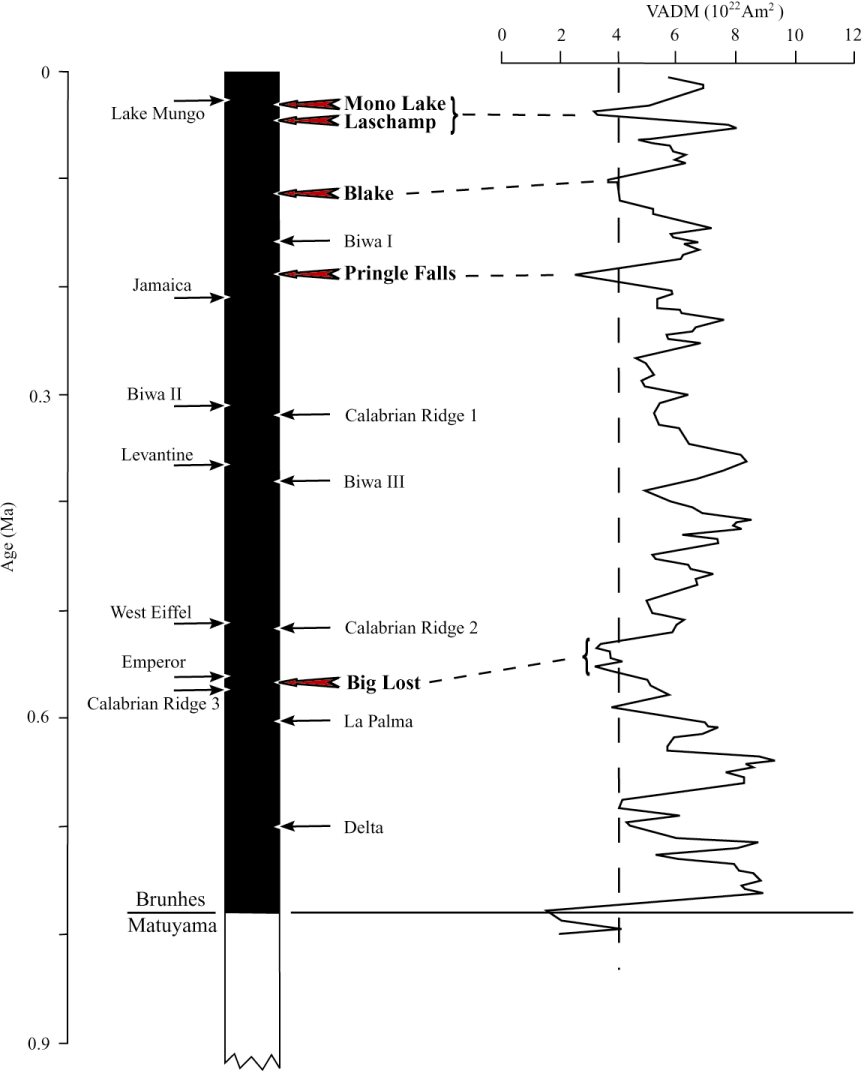
Những biến động moment dọc trục lưỡng cực tưởng tượng kể từ lần đảo cực gần đây nhất.

Hiện tại, địa từ trường tổng thể đang trở nên yếu đi; sự sụt giảm mạnh hiện nay tương ứng với sự suy giảm 10-15% trong vòng 150 năm qua và đã tăng tốc trong vài năm qua; cường độ địa từ đã giảm gần như liên tục từ mức tối đa 35% trên mức giá trị hiện đại đạt được khoảng 2.000 năm trước. Tốc độ sụt giảm và cường độ hiện tại nằm trong khoảng biến thiên bình thường, như thể hiện bằng các từ trường từ quá khứ được ghi lại trong đá.
Bản chất của từ trường Trái Đất là một trong những dao động dị phương sai. Một phép đo tức thời của nó, hoặc một số phép đo của nó qua vài thập kỷ hoặc vài thế kỷ, là không đủ để ngoại suy ra xu hướng tổng thể trong cường độ từ trường. Nó đã lên và xuống trong quá khứ vì những lý do không rõ. Ngoài ra, cần lưu ý rằng ghi nhận cường độ địa phương của trường lưỡng cực (hoặc biến động của nó) là không đủ để mô tả từ trường Trái Đất như một khối tổng thể, vì nó không phải là trường lưỡng cực tuyệt đối. Thành phần lưỡng cực của trường Trái Đất có thể giảm xuống thậm chí khi toàn bộ từ trường vẫn giữ nguyên hoặc tăng lên.
Cực bắc từ Trái Đất đang trôi từ phía bắc Canada tới Siberia với tốc độ tăng tốc hiện tại - 10 km (6,2 mi) mỗi năm vào đầu thế kỷ XX, lên đến 40 km (25 dặm) mỗi năm vào năm 2003, và kể từ đó chỉ tăng tốc.